# Perforazione timpanica semplice
La locuzione perforazione timpanica semplice fa riferimento a una soluzione di continuo della membrana timpanica in assenza di fenomeni flogistici. In relazione a questa definizione, la perforazione timpanica che si osserva in corso di otite media cronica purulenta o colesteatomatosa non deve essere considerata come una perforazione semplice.

## Epidemiologia
La perforazione timpanica semplice rappresenta la più comune patologia cronica a carico dell'orecchio medio.

## Eziologia
La soluzione di continuo della membrana timpanica può essere provocata da:
- Evento traumatico diretto: inserimento forzato e profondo di corpi estranei nel condotto uditivo esterno, come bastoncini igienici cotonati. La rottura può essere secondaria a penetrazione accidentale di schegge o oggetti appuntiti.
- Evento traumatico indiretto: con questa dizione si fa riferimento ad un barotrauma esplosivo o implosivi (immersione, schiaffi).
- Evento infiammatorio: dopo la risoluzione della flogosi, la perforazione timpanica rappresenta uno dei reliquati più frequenti delle otiti purulente.

## Profilo clinico
La sintomatologia dell'evento acuto è quella propria dell'evento traumatico o infiammatorio. In seguito, il soggetto riferisce solamente ipoacusia.

## Profilo diagnostico
L'esame otoscopico permette un corretto approccio diagnostico, consentendo di individuare la sede della lesione a la sua ampiezza. La sede più frequente è la porzione posteriore (40%), mentre solo nel 20% dei casi la perforazione risulta essere totale o subtotale. Un ulteriore reperto otostopico è rappresentato dalla timpanosclerosi, testimoniata dalla presenza di aree di colore avorio nelle porzioni residue di membrana. L'esame audiometrico tonale liminare permette l'identificazione di un deficit pantonale di lieve entità e di tipo trasmissivo. Deficit più gravi testimoniano la presenza di un lesione a livello della catena ossiculare o di una timpanosclerosi.

## Terapia
A causa del modesto deficit uditivo e del basso rischio di complicanze, è possibile limitarsi al follow-up senza porre indicazione chirurgica. In questi casi, è buona norma limitare il contatto dell'orecchio esterno con l'acqua (utilizzo di tappi auricolari) al fine di prevenire l'esposizione dell'orecchio medio a batteri patogeni. In altri casi (perforazione estesa, infezioni ricorrenti dell'orecchio medio, deficit uditivo più severo) è possibile ricorrere alla miringoplastica, una procedura chirurgica che permette di ricostruire la membrana timpanica utilizzando il tessuto della fascia del muscolo temporale del paziente stesso, prelevato durante l'intervento. L'indicazione alla miringoplastica si pone, in generale, in caso di non completa restitutio ad integrum dopo 2 mesi dal trauma/evento patologico. 
La miringoplastica si effettua generalmente in anestesia locale ed è un intervento gravato da un bassissimo rischio di complicanze, proponibile praticamente a tutti i pazienti a prescindere dall'età; il tasso di successo è altissimo, superiore al 90% se l'operatore è particolarmente esperto.

## Prognosi
La perforazione timpanica ha tendenza alla guarigione spontanea. Per questo, nella maggior parte dei casi, non è necessario intervenire chirurgicamente.